# Beilschmiedia papyracea
Beilschmiedia papyracea är en lagerväxtart som först beskrevs av Otto Stapf, och fick sitt nu gällande namn av Robyns & Wilczek. Beilschmiedia papyracea ingår i släktet Beilschmiedia och familjen lagerväxter. Inga underarter finns listade i Catalogue of Life.